# Маудуд ибн Масуд
Шахаб уд-Даула Маудуд (перс. شهاب‌الدوله مودود‎; умер в 1050 году), известный как Маудуд Газни (перс. مودود غزنوی‎) — султан Ганневидского государства в 1041—1050 годах. Он отнял трон султаната у своего дяди, Мухаммада ибн Махмуда, в отместку за убийство своего отца, Масуда I Газнийского. Его брат Мадждуд в Лахоре не признал его султаном, но его внезапная смерть проложила Маудуду путь к осуществлению контроля над восточной частью империи Газневидов.
Маувдуд унаследовал империю, вся западная половина которой была захвачена империей турок-сельджуков, и боролся за продолжение своего существования. Во время его правления откололись и другие области индийских завоеваний и вассальные государства. Маудуд смог удержать свои афганские владения и территории долины Инда, одновременно стабилизируя ситуацию, продвигаясь на север в Центральную Азию и стабилизируя свой западный фронт с сельджуками.
Персидский писатель Кей-Кавус, автор «Кабус-Наме», гостил при дворе Маудуда семь-восемь лет.

## Биография

### Ранняя жизнь
В 1038 году Маудуд был объявлен своим отцом наследником престола Газневидской империи. Кроме того, Маудуд помогал своему отцу в его походах против сельджуков и Караханидского ханства. Однако в конце концов Масуд потерпел поражение от сельджуков в битве при Данданакане в 1040 году и решил покинуть Хорасан и отступить в Индию, но был взят в плен своими же солдатами и заменен своим братом Мухаммадом, который приказал убить его.

### Правление
Маудуд, который в то время находился в Балхе вместе с визирем своего отца Ахмадом Ширази, затем вторгся во владения своего дяди Мухаммада ибн Махмуда, а затем отомстил за своего отца, разгромив и убив его в Джелалабаде в 1041 году. Маудуд, который теперь контролировал всю империю Газневидов, кроме Лахора, находившегося под контролем его мятежного брата Мадждуда, затем назначил Ахмада Ширази своим визирем, а Абу Сахль Завзани был назначен его главным секретарем. В 1042 году Маудуд вторгся на территорию турок-сельджуков и ненадолго занял Балх и Герат. Это значительно увеличило славу Маудуда и заставило караханидского правителя Буритигина признать его своим сюзереном. В 1043 году Ахмад Ширази впал в немилость и был заменен Абд аль-Раззак Майманди на посту визиря. В то же время восстание в Систане было подавлено военным рабом Маудуда Тогрулом.
В 1043/1044 году Маудуд вторгся в Тохаристан, но был отброшен сельджукским принцем Альп-Арсланом. Кроме того, Маудуд также послал солдат в Систан, чтобы удержать свою власть над правителем региона, правителем Насридов Абу-л-Фадл Насром. Однако эти действия оказались бесплодными, и Систан вскоре стал вассалом турок-сельджуков, поэтому границы Газневидов были ограничены Бостом. В то же время его брат Мадждуд умер, и Маудуд воспользовался случаем захватить Лахор. Однако объединенная армия из трех индусских князья, захватившие у Газневидов многие города, осадила Лахор, но потерпела поражение. Затем Маудуд вторгся в Мултан и дал отпор исмаилитам, жившим в этом регионе.
Примерно в 1050 году Маудуд с помощью Буритигина и армии, посланной бывшим правителем Каркуидов Гаршаспом I ибн Али, вновь вторгся в Хорасан. Буритигин и его командир Кашга вторглись в Хорезм и Термез, однако во время вторжения Маудуд скончался, и поэтому вторжение потерпело неудачу. Сельджуки затем расширили свое правление до Вахша и назначили некоего Абу Али ибн Шадхана правителем своих новых завоеваний. После этого Буритигин, кажется, перестал признавать Газневидов своим сюзереном. Маудуда сменил его сын Масуд II ибн Маудуд.